# لا رومانا (أليكانتي)
بلدية لا رومانا (بالإسبانية: La Romana)‏, هي بلدية تقع في مقاطعة اليكانتي. جنوب شرق إسبانيا. يبلغ عدد سكانها 2.407 نسمة.

## أعلام
- ألفارو غارسيا كانتو